# Konotop (obwód chmielnicki)
Konotop (ukr. Конотоп) – wieś na Ukrainie, w obwodzie chmielnickim, w rejonie szepetowskim, w hromadzie Mychajluczka, u ujścia Konotopów do Cmiwki. W 2001 roku liczyła 183 mieszkańców.